# Miquel Cachot Rocher
Miquel Cachot Rocher (Reus, 29 de setembre de 1919 - Madrid 18 de març de 2007) va ser un advocat i empresari, fill de Joan Cachot i d'Empar Rocher.
L'any 1931 va anar a viure a Madrid amb la seva família, quan el seu pare va ser nomenat vicesecretari de la Cambra de Comerç de Madrid i secretari de la Federació d'Exportadors d'oli d'oliva de l'estat espanyol. Allà va començar estudis de Dret, però l'inici de la Guerra Civil els va interrompre. Amb dificultat va arribar a França on va viure fins al 1939. Tornat a Madrid, va acabar els estudis i es va establir d'advocat. Durant els primers anys va treballar principalment per companyies d'exportació de vins, i el 1990 encara estava vinculat a la Federació d'Exportadors de Vi. El 1950 va ser nomenat director de la Federació d'Exportadors d'oli d'oliva, un càrrec que va exercir fins a l'any 1970. Des del 1965 era vocal de la Cambra de Comerç de Madrid, en va ser tresorer, i el 1982 vicepresident. Va ser secretari, director general i conseller delegat  de l'empresa d'assegurances Hermes, i president del consell tècnic de «Seguritecnia», una revista sobre seguretat privada, fins al 1998.
La seva documentació es pot consultar a l'Arxiu Comarcal del Baix Ebre.